# Polar Shift
Polar Shift è il quarto EP del musicista danese Trentemøller, pubblicato il 18 aprile 2005 dalla Poker Flat Recordings.

## Tracce
Lato A
1. Polar Shift – 8:29

Lato B
1. Chameleon – 7:57